# Scarus vetula
Scarus vetula és una espècie de peix de la família dels escàrids i de l'ordre dels perciformes.

## Morfologia
Els mascles poden assolir els 61 cm de longitud total.

## Distribució geogràfica
Es troba des de Bermuda, Florida i les Bahames fins al nord de Sud-amèrica, incloent-hi el Carib.